# Крекінг-установка в Тяньцзині (Sinopec/SABIC)
Крекінг-установка в Тяньцзіні (Sinopec/SABIC) — складова частина нафтохімічного майданчика компанії Sinopec SABIC Tianjin Petrochemical, розташованого у місті Тяньцзінь (узбережжя Жовтого моря).
Введена в експлуатацію у 2009 році установка парового крекінгу має потужність по етилену на рівні 1 млн тонн на рік. Вона піддає піролізу газовий бензин, постачений місцевим нафтопереробним заводом. На останньому у 2011-му спеціально модернізували стару установку атмосферної та вакуумної перегонки нафти, котра тепер спеціалізується на переробці конденсату з 55 % виходом нафтохімічної сировини (при перегонці звичайної нафти частка газового бензину більш ніж утричі менша). Використання цієї доволі важкої сировини дозволяє піролізному виробництву також продукувати велику кількість пропілену та 200 тисяч тонн бутадієну.
Отримані на установці олефіни споживаються на цьому ж майданчику для виробництва етиленгліколю та оксиду етилену (360 та 40 тисяч тонн відповідно), лінійного поліетилену низької щільності (300 тисяч тонн), поліетилену високої щільності (так само 300 тисяч тонн), поліпропілену (450 тисяч тонн), фенолу та ацетону (350 тисяч тонн, два останні продукти традиційно продукуються в одному виробничому процесі на основі бензену та пропілену).
Окрім бутадієну, із фракції С4 виділяють 50 тисяч тонн 1-бутену (використовується як кополімер) та ізобутилен, необхідний для виробництва 120 тисяч тонн метилтретинного бутилового етеру (MTBE, високооктанова паливна присадка).
Проєкт на паритетних засадах реалізували компанія з Саудівської Аравії SABIC та місцева Sinopec (також володіє в Тяньцзіні власною піролізною установкою, хоча і значно меншої потужності).